# Малый Безменец
Малый Безменец — река в России, протекает в Краснобаковском районе и Городском округе Семёновский Нижегородской области. Устье реки находится в 24 км по левому берегу реки Большой Безменец. Длина реки составляет 19 км, площадь водосборного бассейна 56,5 км².
Согласно картам Роскартографии исток реки находится в лесном массиве северо-восточнее деревни и станции Чибирь. Длина реки, приведённая в водном реестре (19 км) рассчитана именно от него. Однако на тех же картах почти всё течение реки за исключением нескольких заключительных километров обозначена как пересохшее русло, то есть реальная длина водотока не превышает 2-3 км. Впадает в Большой Безменец севернее деревни Хвойное.

## Данные водного реестра
По данным государственного водного реестра России относится к Верхневолжскому бассейновому округу, водохозяйственный участок реки — Волга от устья реки Ока до Чебоксарского гидроузла (Чебоксарское водохранилище), без рек Сура и Ветлуга, речной подбассейн реки — Волга от впадения Оки до Куйбышевского водохранилища (без бассейна Суры). Речной бассейн реки — (Верхняя) Волга до Куйбышевского водохранилища (без бассейна Оки).
По данным геоинформационной системы водохозяйственного районирования территории РФ, подготовленной Федеральным агентством водных ресурсов:
- Код водного объекта в государственном водном реестре — 08010400312110000034578
- Код по гидрологической изученности (ГИ) — 110003457
- Код бассейна — 08.01.04.003
- Номер тома по ГИ — 10
- Выпуск по ГИ — 0